# Йонас Блоке
Йо́нас Блоке́ (фр. Jonas Bloquet; нар. 1992, Бельгія) — бельгійський актор.

## Біографія
Йонас Блоке народився в Бельгії. Навчався в Європейські школі в Уккелі, потім в École de la Cité Люка Бессона у Франції. З підліткового віку Йонас захоплювався грою в теніс, завдяки чому відбувся його акторський дебют у кіно. Відгукнувшись на оголошення про пошуки «молодої людини від 15 до 17 років, яка може грати в теніс» для участі у бельгійському фільмі, Йонас Блоке зіграв головну роль у фільмі Жоакіма Лафосса «Приватні уроки». У 2011 році за роботу у цьому фільмі молодого актора було номіновано на здобуття бельгійської національної кінопремії «Магрітт» у категорії «Найперспективніший актор».
У 2013 році Йонас Блоке зіграв невелику роль у фільмі Люка Бессона «Малавіта», де його персонаж перетинається з дітьми головних героїв Роберта де Ніро і Мішель Пфайффер.
На вересень 2016 року заплановано вихід на екрани трилера Пола Верховена «Вона» за участю Йонаса Блоке. У цьому ж році разом з Фелісьян Піно він виступив режисером короткометражної стрічки фр. Je suis un troc.

## Особисте життя
Йонас Блоке має зріст 190 см та окрім тенісу захоплюється баскетболом, футболом, хіп-хопом і тайським боксом. Володіє англійська мовою.

## Фільмографія
| Рік  | Українська назва               | Оригінальна назва                           | Роль            |        |
| ---- | ------------------------------ | ------------------------------------------- | --------------- | ------ |
| 2008 | Приватні уроки                 | Élève libre                                 | Йонас           |        |
| 2009 | Спецрозслідування              | Enquêtes réservées                          | Жеремі Керевскі | серіал |
| 2010 | Єлена                          | Elena                                       | Адріян          | к/м    |
| 2012 |                                | Three Hearts to Beat                        | Ніколя          | к/м    |
| 2013 |                                | Longue distance                             | Кевін           | к/м    |
| 2013 | R.I.S. Наукова поліція         | R.I.S. Police scientifique                  | Александр Був'є | серіал |
| 2013 | Грім                           | Tonnerre                                    | Іван            |        |
| 2013 | Малавіта                       | The Family                                  | Андре           |        |
| 2014 | Три дні на вбивство            | 3 Days to Kill                              | Г'ю             |        |
| 2014 |                                | Mauvaise tête                               | Поль            | к/м    |
| 2016 | Вона                           | Elle                                        | Вінсент         |        |
| 2016 | Сирота                         | Orpheline                                   | Патрік          |        |
| 2017 | Валеріан і місто тисячі планет | Valerian and The City of A Thousand Planets | Воїн K-Tron     |        |
| 2018 | Монахиня                       | The Nun                                     | Френчі (Моріс)  |        |
| 2022 | 1899                           | 1899                                        | Люсьєн          | серіал |
| 2023 | Монахиня II                    | The Nun II                                  | Френчі (Моріс)  |        |

## Визнання
| Рік              | Категорія/Нагорода       | Фільм          | Результат | Результат |
| ---------------- | ------------------------ | -------------- | --------- | --------- |
| Премія «Магрітт» |                          |                |           |           |
| 2011             | Найперспективніший актор | Приватні уроки | Номінація |           |
| Премія «Сезар»   |                          |                |           |           |
| 2011             | Найперспективніший актор | Вона           | Номінація | [ 6 ]     |